# Eparchie sergijevoposadská
Eparchie Sergijev Posad je eparchie ruské pravoslavné církve nacházející se v Rusku.

## Území a titul biskupa
Zahrnuje správní hranice území městského okruhu Sergijev Posad, Puškino, Mytišči, Koroljov, Lobňa, Dmitrov, Taldom, Dubna, Chimki, Klin, Dolgoprudnyj a Solněčnogorsk Moskevské oblasti.
Eparchiálnímu biskupovi náleží titul biskup sergijevoposadský a dmitrovský.

## Historie
Na počátku 20. let 20. století byl zřízen sergijevský vikariát pojmenovaný po městě Sergijev (dnes Sergijev Posad).
Dne 24. února 1946 byl archimandrita Nikon (de Greve) vysvěcen metropolitou Serafimem (Lukjanovem) za biskupa sergijevského a sloužil ve farnostech v Belgii. Krátce po smrti metropolity Jevlogije (Georgijevského) biskup Nikon opustil jurisdikci Moskevského patriarchátu a na jeho katedru byl jmenován biskup Ioann (Leončukov), který následně přešel do jurisdikce Konstantinopolského patriarchátu, stejně jako biskup Nikon.
Sergijevská katedra byla obnovena vysvěcením za biskupa Antonije (Blooma) dne 30. listopadu 1957. Byl také jmenován vikářem Patriarchálního exarchátu Západní Evropy. Oblasti jeho působení se stala Velká Británie, kde jeho působením vznikla nová surožská eparchie.
Dne 22. února 1993 došlo k obnovení sergijevského vikariátu v rámci surožské eparchie.
Dne 13. března 2002 byl rozhodnutím Svatého synodu zřízen sergijevoposadský vikariát moskevské eparchie a to aniž by byl zrušen sergijevský vikariát. Biskupem nového vikariátu se stal představený Trojicko-sergijevské lávry Feognost (Guzikov). Tato skutečnost vzbudila nelibost sergijevského biskupa Basila (Osborna).
Dne 13. dubna 2021 byla rozhodnutím Svatého synodu zřízena samostatná sergijevoposadská eparchie. Stala se součástí nově vzniklé moskevské metropole.

## Seznam biskupů

### Sergijevský vikariát moskevské eparchie
- 1921–1925 Varfolomej (Remov)
- 1925–1928 Amvrosij (Smirnov)
- 1928–1928 Nikon (Solovjov)
- 1928–1929 Petr (Rudněv)

### Sergijevský vikariát západoevropského exarchátu
- 1946–1946 Nikon (de Greve)
- 1946–1947 Ioann (Leončukov)
- 1957–1962 Antonij (Bloom)

### Sergijevský vikariát surožské eparchie
- 1993–2006 Basil (Osborne)

### Sergijevoposadský vikariát moskevské eparchie
- 2002–2019 Feognost (Guzikov)
- 2019–2020 Paramon (Golubka)
- 2020–2021 Foma (Demčuk)

### Sergijevoposadská eparchie
- 2021-2023 Foma (Demčuk)
- od 2023 Kirill (Zinkovskij)